# Barclay James Harvest and Other Short Stories
Barclay James Harvest and Other Short Stories è il terzo album della band rock britannica Barclay James Harvest, pubblicato nel 1971.

## Formazione
- John Lees - voce, chitarra, percussioni
- Les Holroyd - voce, basso, pianoforte, chitarra
- Stuart Wolstenholme - voce, tastiera, mellotron, chitarra elettrica, batteria, chitarra acustica
- Mel Pritchard - batteria
- Martyn Ford - tamburello

## Tracce
1. Medicine Man (3:56)
2. Someone There You Know (3:46)
3. Harry's Song (3:52)
4. Ursula (The Swansea Song) (2:53)
5. Little Lapwing (4:56)
6. Song With No Meaning (4:20)
7. Blue John Blues (6:49)
8. The Poet (5:33)
9. After The Day (4:04)